# عمرو بن متى
عمرو بن متى الطرحاني هو مؤلف كتاب من القرن الرابع عشر يُعرف باسم كتاب المجدل للاستبصار والجدَل. استوحى ابن متى كتابه من كتاب بنفس العنوان المجدل للاستبصار والجدَل للكاتب النسطوري ماري بن سليمان في القرن الثاني عشر. تمت مناقشة عمل ابن متى في مدخل مطول في الموسوعة الكنسية مصباح الظلمة لابن كبر (ت. 1324).

## أصله
بناءً على نسبه، كان ابن متى من مواليد طرحان [الإنجليزية]، وهي منطقة تابعة الآن لمدينة سامراء بالعراق.